# Mertxe Aizpurua
Mertxe Aizpurua Arzallus (Usúrbil, Guipúscoa, 18 de gener de 1960) és una política i periodista basca diputada en les legislatures XIII i XIV. És la portaveu del Grup Parlamentari d'EH Bildu des de les eleccions espanyoles de 2019.

## Biografia i carrera política
Aizpurua va néixer al municipi guipuscoà d'Usurbil el 1960. És llicenciada en Ciències de la Informació.
Va ser editora del diari Egin i de la revista Punt i Hora d'Euskal Herria. El setembre de 1983 Punt i Hora va publicar un editorial sobre els "soldats" nacionalistes bascos i una entrevista amb un germà d'un membre d'ETA assassinat mentre manipulava un artefacte explosiu en el municipi navarrès de Tafalla. L'octubre de 1984, l'Audiència Nacional va condemnar Aizpurua per "suport al terrorisme", la va condemnar a un any de presó i li va prohibir treballar com a periodista durant un any.
Fundadora del diari Gara, en va ser directora entre 1999 i 2004. El juny de 2001 va ser interrogada pel jutge de l'Audiència Nacional Baltasar Garzón després que Gara publiqués una entrevista amb dos líders d'ETA. El cas contra Aizpurua va ser desestimat finalment al març de 2004.
Actualment és directora del diari dominical 7K, de Gara. És l'autora d'Argala: pensament en acció: vida i escrits (2018), una biografia del líder d'ETA, Argala.
Aizpurua va participar en les Eleccions Locals de 2011 com a candidata de l'aliança electoral Bildu a Usurbil i va ser-ne elegida regidora. Va ser alcaldessa d'Usurbil de 2011 a 2015 i presidenta de la Udalbiltza de 2012 a 2015. Va participar en les eleccions generals d'abril de 2019 i de novembre de 2019 com a candidata d'EH Bildu per Guipúscoa, resultant-ne electa en totes dues ocasions.
Ha intervingut com a portaveu d'EH Bildu en el debat al Parlament espanyol del ple d'investidura del candidat Pedro Sánchez, el 5 de gener de 2020.